# Гимбатов, Андрей Петрович
Андре́й Петро́вич Гимба́тов (род. 19 июля 1979, Волгоград) — российский политический и общественный деятель, депутат Государственной думы VIII созыва (с 2021 года), депутат Волгоградской городской думы V (2016—2018) и VI (2018—2021) созывов. В прошлом был собственником и руководителем различных организаций. Из-за нарушения территориальной целостности и независимости Украины во время российско-украинской войны находится под персональными международными санкциями ряда стран.

## Биография
Андрей Гимбатов родился 19 июля 1979 года в Волгограде в семье Петра Дмитриевича Гимбатова (в 2005—2011 годах генерального директора ВНИИТМАШ, ООО «Волгоградский научно-исследовательский институт технологии машиностроения») и Татьяны Владимировны Шевченко, дочери Героя Советского союза Владимира Илларионовича Шевченко. Окончил Волгоградский государственный университет по специальности «Менеджмент организации» в 2006 году. Там же получил второе высшее образование по специальности «Юриспруденция» в 2012 году. В 2004—2006 годах был директором Калачевского рыбозавода, с 2007 года работал в администрации Волгограда: заместителем председателя комитета земельных ресурсов (2007—2010), заместителем председателя комитета по строительству (2010—2011). В 2011—2016 годах Гимбатов был директором ВНИИТМАШ как преемник отца и руководил принадлежащим ему наполовину ООО «НПО Спецтехмаш». В разное время ему были подконтрольны Волгоградский завод конструкционных материалов, ПГ Волгопрокомплекс, Волгоградский завод приспособлений и оснастки, Машиностроительная компания.
Гимбатов состоит в партии «Единая Россия». В сентябре 2016 года он был избран депутатом Волгоградской городской думы V созыва по Советскому одномандатному избирательному округу. В сентябре 2018 года одержал победу на выборах в думу VI созыва по тому же округу. В 2018—2019 годах был заместителем председателя думы, в декабре 2019 года стал первым заместителем. В 2019 году был избран в Волгоградскую областную думу, но отказался от мандата и остался в гордуме.
9 мая 2020 года в Волгограде прошли торжественные мероприятия в честь Дня Победы, на которые из-за эпидемиологической ситуации доступ простых жителей города был запрещён. На мероприятиях депутат появился в военной форме образца военных лет и с орденом Красной Звезды. В полиции сообщили, что собираются проверить «законность ношения государственных наград» депутатом.
По некоторым сведениям, Андрей Гимбатов являлся одним из инициаторов проведения скандальной акции 4 февраля 2021 года на Мамаевом кургане. В условиях эпидемии коронавируса бюджетников, работников некоторых предприятий и студентов настойчиво пригласили явиться на Мамаев курган якобы для проведения мероприятия, связанного с празднованием дня победы в Сталинградской битве, по другим сведениям — для съёмки патриотического клипа группы «Любэ». Городские власти заявили, что массовое мероприятие с ними не согласовывалось, однако никаких санкций к организатором не применили. В итоге видеосъёмки с мероприятия были использованы для создания видеоролика, в котором все собравшиеся якобы выражают поддержку президенту России Владимиру Путину. Смонтированный видеоролик опубликовали три депутата городской думы, среди которых и Андрей Гимбатов. При этом публично никто об организации «флешмоба» не заявлял, сами депутаты ситуацию не прокомментировали. Полиция Волгограда не стала выяснять организаторов акции, посчитав, что «флешмоб» не является публичным мероприятием, а потому не требует согласования с органами власти. Кроме того, полиция сослалась на истечение сроков давности привлечения к административной ответственности.
Андрей Гимбатов периодически попадал в рейтинг неплательщиков налогов среди депутатов городской думы. Так, на конец 2017 года он не уплатил налогов на общую сумму 262 тысячи рублей, на конец 2018 года — 464 тысячи, в 2019 году — 210 тысяч.
В декабре 2020 года в разгар эпидемии COVID-19 на официальном онлайн-форуме «Единой России» был представлен президенту России Владимиру Путину как пример активного регионального волонтера.  
В мае 2021 года Гимбатов победил на предварительном внутрипартийном голосовании «Единой России» по отбору кандидатов в госдуму. По итогам парламентских выборов 2021 года одержал победу по Красноармейскому одномандатному избирательному округу № 82 с 37,09 % голосов.
В Госдуме работает в комитете по вопросам собственности, земельным и имущественным отношениям.
Андрей Гимбатов выступил одним из инициаторов реформы законодательства о гуманном отношении к животным, предложив внести для регионов возможность усыплять безнадзорных собак, у которых отмечено агрессивное поведение.
Вместе с другим депутатом Госдумы, экс-главой Волгограда Виталием Лихачевым, Андрей Гимбатов является куратором штурмового отряда «Бессмертный Сталинград», сформированным в Волгограде в конце 2022 года. Отряд входит в состав 255 гвардейского мотострелкового полка. В «Бессмертном Сталинграде» служат только добровольцы, с января 2023 участвует в военных действиях на Украине.
«Бессмертный Сталинград» на тренировочной базе  под Волгоградом организовал центр подготовки, где проходят подготовку не только бойцы отряда, но и специально направленные на обучение участники других подразделений. Первоначально там готовили только пилотов FPV-дронов (в составе отряда есть постоянно действующая БПЛА-"эскадрилья") , а затем и другим специальностям. В июле 2023 года тренировочные занятия отряда посетил первый зампред Совбеза Дмитрий Медведев.

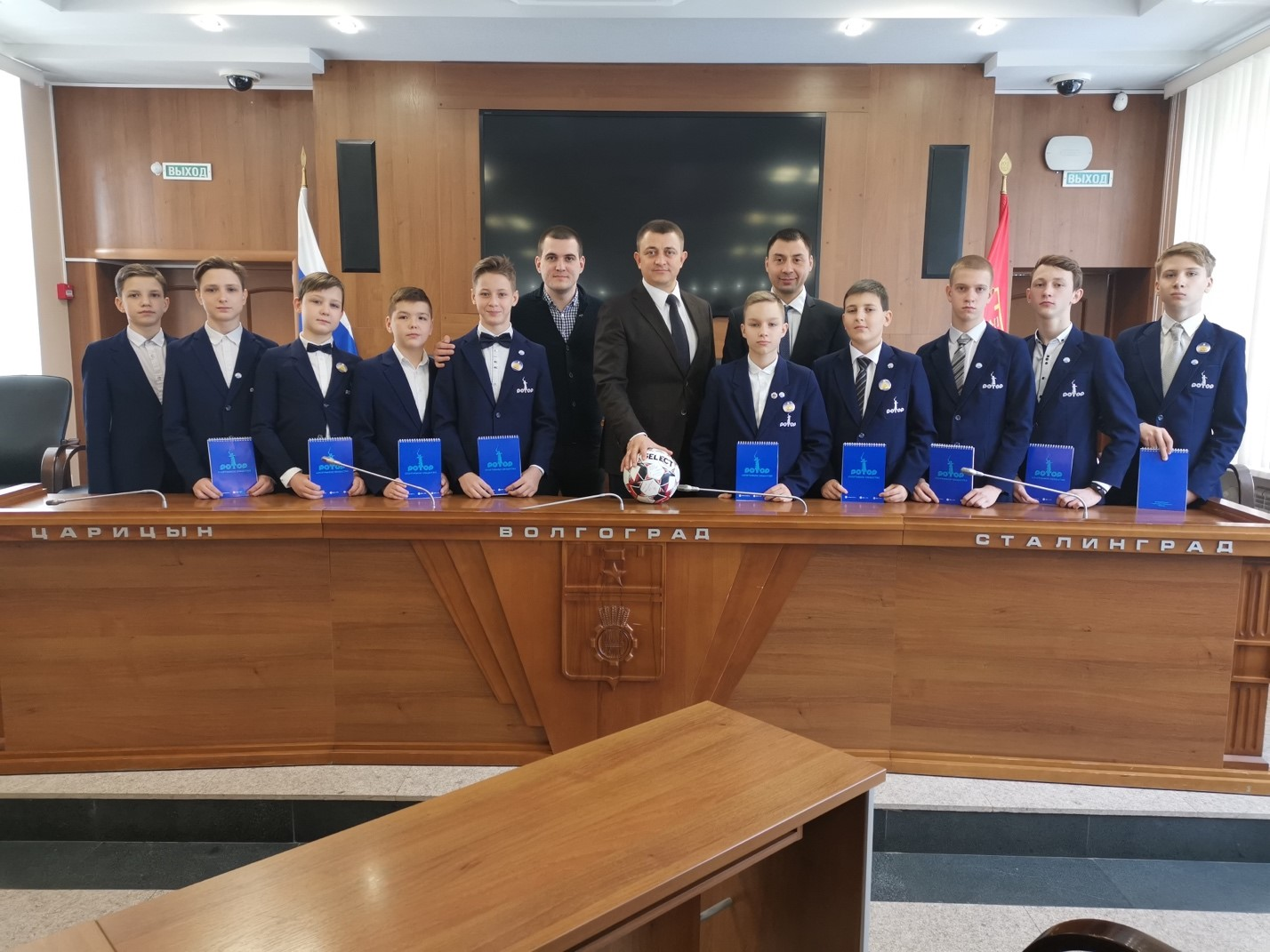
Награждение юных роторовцев — победителей регионального этапа турнира по мини-футболу в Волгоградской городской Думе, февраль 2020 года

## Международные санкции
Из-за нарушения территориальной целостности и независимости Украины во время российско-украинской войны Гимбатов находится под персональными международными санкциями разных стран. 23 февраля 2022 года внесён в санкционные списки стран Евросоюза за действия и политику, которые подрывают территориальную целостность, суверенитет и независимость Украины и еще больше дестабилизируют Украину. 24 февраля 2022 года был включён в санкционный список Канады «близких соратников режима» за голосование о признании независимости «так называемых республик в Донецке и Луганске». 24 марта 2022 года, на фоне вторжения России на Украину, Гимбатова включили в санкционный список США за «соучастие в войне Путина» и «поддержку усилий Кремля по вторжению в Украину», Госдеп США заявил что депутаты Госдумы используют свои полномочия для преследования инакомыслящих и политических оппонентов, нарушают свободу информации, ограничивают права человека и основные свободы граждан России.
По тем же основаниям с 12 апреля 2022 года против Гимбатова были введены персональные санкции Японии. С 18 октября 2022 года депутат находится под санкциями Новой Зеландии, с 7 сентября 2022 года — под санкциями Украины. Так же под санкциями Великобритании, Швейцарии, Австралии.

## Семья
Гимбатов женат, у него пятеро детей: Арсений, Полина, Алиса, Анна и Андрей. Одна из дочерей появилась на свет на территории США, то есть может получить гражданство этой страны.

## Награды
- медаль «За укрепление боевого содружества» (8 декабря 2023 года, Минобороны России) — за большой вклад в работу по оказанию поддержки и помощи участникам СВО[54].
- медаль ордена «За заслуги перед Отечеством» II степени[55].